# Raimo Pihl
Raimo Pihl, född 28 oktober 1949, är en svensk-finsk tidigare friidrottare tävlande för Sverige som kom på fjärde plats i tiokamp vid sommar-OS i Montréal 1976 med 8217 poäng, vilket stod sig som svenskt rekord till 1992.
Han inledde sin bana som spjutkastare men vid en skada började han med tiokamp, vilket visade sig vara ett lyckodrag. Han tävlade främst för Stockholms Spårvägars GoIF, men har även representerat Bellevue IK och IF Göta. Förutom segrar i sex svenska och två nordiska mästerskap blev han den förste svensk som vann amerikanska universitetsmästerskapen i friidrott. Under en period år 1979 var Pihl innehavare av 3 svenska rekord samtidigt, nämligen spjut (88,50), tiokamp (8217 p) och femkamp (3976 p).

## Idrottskarriär

### Spjutkastning
Raimo Pihl vann sitt första SM-tecken i spjut år 1970 med ett kast på 81,02. Pihl vann även SM i spjut 1974, 1976 och 1978, på 84,76, 85,42 resp. 85,04. Den 2 juni 1977 förbättrade Pihl Åke Nilssons svenska rekord från 1968 (87.76) till 88,50. Det slogs av Leif Lundmark 1979.

### Mångkamp
1974 vann Pihl SM i femkamp med poängen 3976 vilket fortfarande gäller som svenskt rekord. 1976 vann Pihl sitt enda SM-tecken i tiokamp, med 7773 poäng. Vid de Olympiska Sommarpelen i Montréal 1976 nådde han fjärdeplatsen på det nya svenska rekordet 8217 poäng.

### Övrigt
Han blev Stor grabb nr 304 år 1978.
Nu jobbar han på Nobelgymnasiet i Karlstad.
Raimo föddes i Finland 1949 och flyttade till Sverige 1953.